# Delme
Delme é uma comuna francesa na região administrativa de Grande Leste, no departamento de Mosela. Estende-se por uma área de 5,09 km². Em 2010 a comuna tinha 1 147 habitantes (densidade: 225,3 hab./km²).